# Asymphylodora amnicolae
Asymphylodora amnicolae är en plattmaskart. Asymphylodora amnicolae ingår i släktet Asymphylodora och familjen Lissorchiidae. Inga underarter finns listade i Catalogue of Life.